# نظام الطرق السريعة المرقمة بالولايات المتحدة

خريطة شبكة الطرق السريعة الأمريكية الحالية

نظام الطرق السريعة المرقمة بالولايات المتحدة وتسمى (بالإنجليزية: often called U.S. Routes أو U.S. Highways)‏ هي عبارة عن شبكة كاملة لترقيم الخطوط السريعة في الولايات المتحدة الأمريكية.

## تفاصيل النظام
بشكل عام، لا تخضع الطرق السريعة في الولايات المتحدة لمعايير تصميم أدنى، على عكس الطرق السريعة بين الولايات اللاحقة، ولا يتم بناؤها عادةً وفقًا لمعايير الطرق السريعة. تلبي بعض أجزاء الطرق السريعة في الولايات المتحدة هذه المعايير. يتم تحديد العديد منها باستخدام الشوارع الرئيسية للمدن والبلدات التي تمر بها. ومع ذلك، يجب أن "تفي الإضافات الجديدة للنظام بمعايير التصميم الحالية للجمعية الأمريكية لمهندسي الطرق السريعة (AASHTO) بشكل كبير". واعتبارًا من عام 1989 بلغ إجمالي طول نظام الطرق السريعة المرقمة في الولايات المتحدة 157724 ميلاً (253832 كم).